# Коронавірусна хвороба 2019 в Об'єднаних Арабських Еміратах
Коронавірусна хвороба 2019 в Об'єднаних Арабських Еміратах — розповсюдження вірусу територією країни.

## Перебіг подій

### 2020
Про перший підтверджений випадок пандемії коронавірусної хвороби 2019 (COVID-19) в ОАЕ було оголошено 29 січня, це була перша країна Близького Сходу, що повідомила про підтверджений випадок.
23 січня на летовищі Абу-Дабі та летовищі Дубаю оголосили, що для пасажирів з Китаю буде проводитись перевірка температури.
29 січня першим зареєстрованим випадком стала 73-річна жінка з Китаю, що приїхала на відпочинок з родиною з Уханю. Сім'я з чотирьох людей: 36-річної матері, 38-річного батька, 10-річної дитини та 73-річної бабусі прибули до ОАЕ 16 січня. 23-го літню жінку відвезли до лікарні з підозрою на грип. В лікарні виявили, що вся сім'я заражена. Після публікації новини в країні почався масовий продаж захисних масок.
31 січня підтверджено п'ятий випадок коронавірусу в ОАЕ у чоловіка, який прилетів з Уханю до Дубаю. Управління охорони здоров'я Дубаю (DHA) доручило всім лікарням, які мають відповідну ліцензію, перевіряти всіх, а пацієнтів лікувати безкоштовно, в тому числі без страхування.
8 лютого було підтверджено шостий та сьомий випадок зараження у китайця та 43-річного філіппінця.
9 лютого після вилікування була випущена з лікарні перша пацієнтка, 73-річна китаянка.
10 лютого підтверджено восьмий випадок зараження. Ним виявився індійський емігрант.
14 лютого ще двоє пацієнтів одужали та були виписані з лікарні. Ними були 41-річний батько та його восьмирічний син з Китаю.
16 лютого було підтверджено 9-й випадок зараження у 37-річного китайця.
21 лютого коронавірус виявили у 34-річного громадянина Філіппін та 39-річного громадянина Бангладешу, що мали контакт з громадянином Китаю, якому було підтверджено цей же діагноз.
22 лютого стало відомо про нових хворих: 70-річного іранця та його 64-літній дружині.
27 лютого було оголошено про 6 випадків, серед яких четверо іранців, один громадянин Бахрейну та один китайський громадянин. Того ж дня було оголошено, що двоє заражених вилікувалися.
28 лютого двоє італійських техніків, які відвідували країну для участі в турі велосипедної гонки, виявились хворими. 612 людей, що брали участь в гонці, пройшли карантин на острові Яс. Згодом їх обстежили, всі результати були негативними.
3 березня ще шість людей виявились хворими в ОАЕ, загальна кількість заражених сягнула 27. Серед пацієнтів двоє росіян, двоє італійців, німець та громадянин Колумбії, які контактували з двома італійськими учасниками туру.
4 березня 16-річна індійська студентка здала тест на коронавірус після того, як заразилася від батька, що повернувся з-за кордону. У батьків з'явилися симптоми захворювання за п'ять днів після повернення до Дубаю. І студентку, і її родину провели на карантин.
5 березня 17-річний студент виявився хворим.
7 березня двоє китайських пацієнтів одужали: 38-річний батько та його 10-літня дитина. Того ж дня підтверджено ще 15 випадків, заражених стало 45. Серед заражених 13 осіб приїхали з-за кордону: з Таїланду, Китаю, Марокко та Індії, двоє осіб із Саудівської Аравії, Ефіопії, Ірану та троє з ОАЕ.
10 березня оголошено про 15 нових випадків, 74 всього. У 15 випадках вірус підтверджено в трьох італійців, двох еміратів, двох з Британії, двох зі Шрі-Ланки, двох індійців, німця, південноафриканця, танзанійця та іранця. Того ж дня було оголошено, що одужали п'ятеро.
12 березня оголошено про 11 нових випадків, 85 всього. Громадяни Бангладешу, китайці та італійці одужали, кількість тих, хто одужав, сягнула 20.
15 березня було підтверджено 12 нових випадків, всього 98. Троє одужали.
18 березня — 15 нових випадків, всього 113. 19 березня — 27 нових, 140 всього. 20 березня було підтверджено два перших летальних випадки.
21 березня в Дубаї розпочалася 11-денна стерилізаційна кампанія, щоб стримувати коронавірус. Того ж дня було 7 тих, хто одужав, і 13 нових випадків. 22 березня Емірати оголосили, що припинять усі пасажирські рейси з 25 березня, вантажні рейси для товарів першої необхідності не скасовутимуться.
23 березня — 45 нових випадків, 198 всього. Уряд закликав людей залишатись вдома та виходити лише у надзвичайних ситуаціях чи на роботу. Уряд закрив торгові центри та ринки на два тижні. Уряд також призупинив усі пасажирські та транзитні рейси з опівночі 25 березня.
29 грудня в країні було зафіксовано зараження новим штамом коронавірусу Sars-cov-2 у людей, що прибули з-за кордону.

### 2021
Станом на липень, ОАЕ була на першому місці сереж інших країн за темпами вакцинації, до цього часу було проведено 15,5 млн вакцинацій.
З кінця грудня в аеропорту Дубая було запроваджено вибіркові перевірки туристів, що були звільнені від тестування після прибуття. Туристи з Бразилії, Індії, Бангладеш, Росії та Пакистану мають проходити обов'язкове тестування.